# Kaple Sainte-Ursule de la Sorbonne
Kaple Sainte-Ursule de la Sorbonne (neboli svaté Uršuly na Sorbonně) je katolická klasicistní kaple v 5. obvodu v Paříži v Latinské čtvrti, která se nachází v komplexu Sorbonny.

## Historie
V roce 1622 se děkanem Sorbonny stal kardinál Richelieu. Kolej v té době tvořila uskupení zchátralých staveb kolem původní koleje. V roce 1626 byl kardinálem pověřen architekt Jacques Lemercier celý komplex přestavět. Součástí byla i kaple, kterou kardinál zamýšlel jako své mauzoleum. Původní kaple měla být nejprve zachována a měla symetricky oddělovat dvě nádvoří, ale nakonec byla zbourána. Nová kaple vznikla na místě bývalé koleje Calvi. Ačkoliv stavební práce na přestavbě Sorbonny započaly již v roce 1627, základní kámen samotné kaple byl položen až v roce 1635. Stavba nebyla dokončena za kardinálova života, a proto v roce 1642 se jeho pohřeb odehrával v rozestavěné kapli. Stavební práce skončily v roce 1653.
Během Velké francouzské revoluce byla kaple zničena, kardinálův hrob byl vyrabován a jeho tělo vyvlečeno ven. Dochovala se proto pouze jeho lebka rozpolcená na dvě části. V 19. století byla ukryta pod betonový poklop, aby nedošlo k dalšímu znesvěcení. Vnitřní vybavení kaple bylo rozkradeno, takže dnes již z původního interiéru není v kapli téměř nic. V 19. století byl objekt přeměněn na posluchárnu a uvažovalo se i o zboření. Později se využívala na výstavy či koncerty a její stav se postupně zhoršoval. Kaple byla přesto 10. února 1887 zapsána mezi historické památky. Při bouřce v roce 1999 byly některé části poškozeny, takže musela být z bezpečnostních důvodů uzavřena. V roce 2004 proběhla oprava za přispění francouzského státu a města Paříže.

## Architektura
Architektem byl jmenován Jacques Lemercier. Při pohledu z náměstí před Sorbonnou, dominuje kaple celému komplexu. Fasáda je zdobená korintskými sloupy a doplněná čtyřmi sochami v nikách: vlevo nahoře Tomáš Akvinský, vpravo Petr Lombardský, dole vpravo Jacques-Bénigne Bossuet a vlevo Jean Charlier de Gerson. Stavba je zakončena kupolí, která byla první v Paříži.

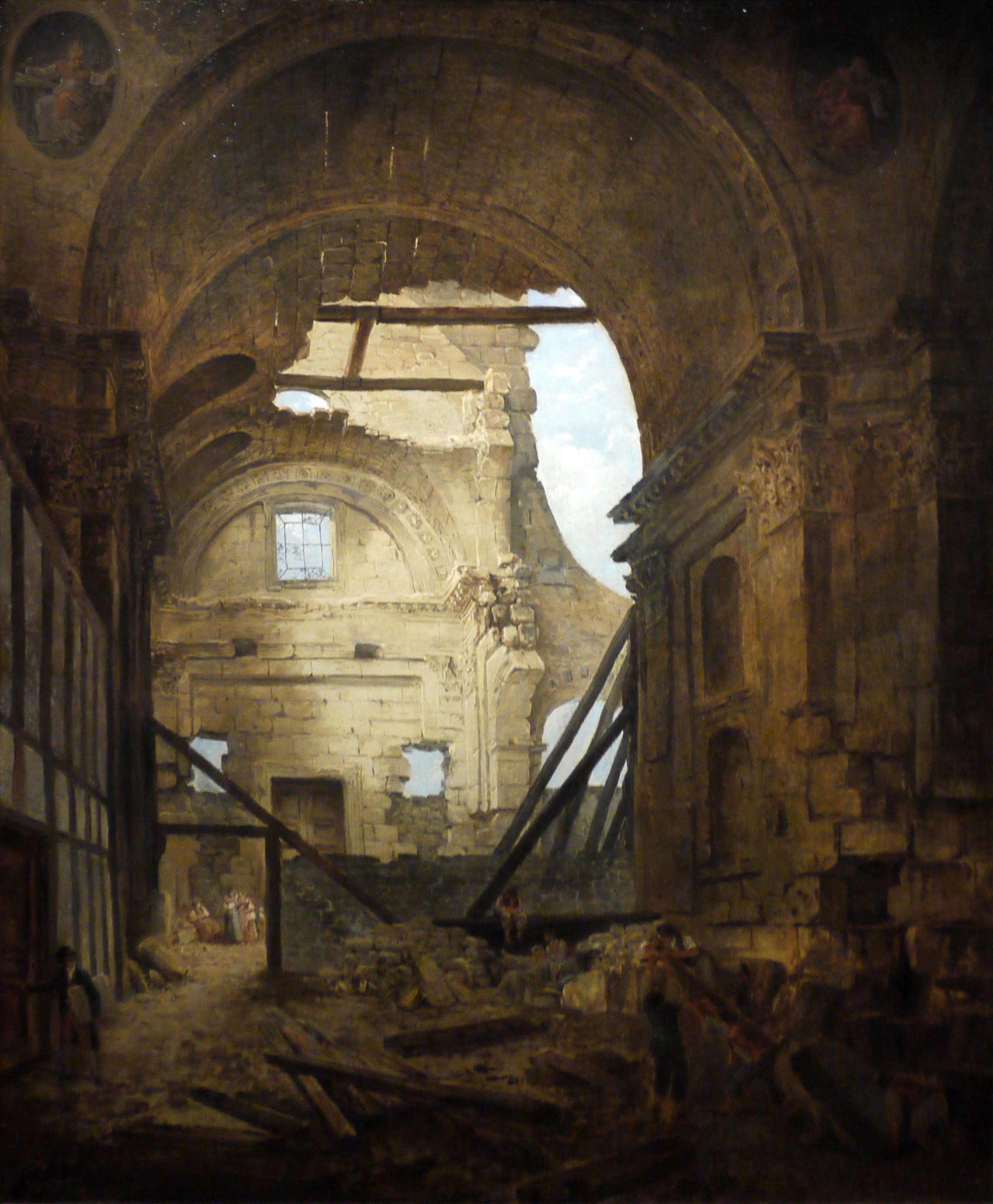
Zničená kaple (kolem roku 1800)

Kaple má dva vstupy a naproti každému je oltář. Hlavní oltář je v chóru, zatímco monumentální oltář, věnovaný kardinálovi je naproti vstupu z nádvoří školy. Po stranách lodi se nacházejí čtyři kaple.
Vnitřní výzdobou byl pověřen Philippe de Champaigne (1602–1674), který namaloval obrazy a François Girardon (1628–1715), který je autorem kardinálova náhrobku. Interiér je jednoduchý. Kamenné zdi jsou doplněné pilastry a římsami, které ozdobí sochy v nikách v prvním patře. Malovaná výzdoba se omezuje pouze na oltářní obrazy a klenbu. Čtyři boční klenby ukazovaly čtyři evangelisty. V 19. století byly přeměněny na symboliku čtyř fakult obnovené Pařížské univerzity a představují Právo, Teologii, Medicínu a Umění.
Podle tradice byl nad hlavním oltářem zavěšen kardinálský klobouk. Hlavním objektem je hrob kardinála Richelieu. Hrobka byla dokončena až v roce 1694, do té doby bylo tělo pohřbeno v kryptě. Náhrobek tvoří sarkofág z bílého mramoru, na kterém je socha ležícího kardinála podporovaná alegorickou postavou Víry. U jeho nohou je postava truchlící Vědy. Pomník byl v kapli několikrát přemisťován, až se nakonec ocitl zpátky na původním místě mezi chórovými lavicemi čelem k oltáři. Nad portálem na nádvoří se nacházejí varhany z počátku 19. století, které jsou ve špatném stavu.